# Cortes de Barcelona-Villafranca-Cervera (1358)
Las Cortes Catalanas celebradas entre 1358 y 1359, bajo el reinado de Pedro IV de Aragón, fueron frecuentes coincidiendo con la conocida como guerra de los dos Pedros contra Castilla. Tuvieron como escenario: Barcelona, Villafranca del Panadés y Cervera.
De este periodo, la convocatoria más significativa es la de Cervera en 1359. El rey pidió una aportación económica a la guerra mucho más importante que otras veces, motivo por el cual hubo de ceder más facultados en las Cortes, y estos dieron un paso decisivo para la creación de la Generalidad de Cataluña. 
La Corte reunida en Cervera en 1359 nombró los siguientes diputados:
Brazo eclesiástico: Berenguer de Cruïlles (obispo de Gerona), Pere Arnau de Parestortes (prior de Cataluña de la Orden del Hospital), Romeu Sescomes (cofrade de Tarragona) y Arnau de Busquets (doctor en decretos y canónigo de Barcelona).
Brazo Militar: Bernat de Cabrera (conde de Osona, caballero), Hug de Cardona (vizconde de Cardona, doncel), Ponç de Altarriba (caballero) y Ramon de Peguera (doncel).
Como administradores del Brazo Real, fueron nombrados: Pere Desplà (ciudadano de Barcelona), Pere de Carcassona (ciudadano de Lérida), Francesc Pavia (ciudadano de Gerona) y Pere Borró (burgués de Perpiñán).
Se nombraron también cuatro Consejeros de los diputados por brazo: 
Brazo eclesiástico: Pere de Clasquerí (arzobispo de Tarragona), Hug Desbac (obispo de Urgell), Guillem Arnau de Patau (decano de Urgell) y Galcerà de Montcorb (oficial de Gerona).
Brazo Militar: Bernat de Cabrera (caballero, padre del Conde de Osona), Ramon de Anglesola (señor de Bellpuig, caballero), Berenguer Despujol (caballero) y Ramon Arnau Sacinera (caballero).
Brazo Real: Romeu de Busquets (ciudadano de Barcelona), Pere de Muntanyana (ciudadano de Lérida), Arnau de Messina de la villa de Cervera y Valentí Sapera de Villafranca del Panadés.
Se produjo la reglamentación de las funciones de los diputados como encargados de las Cortes de recoger las aportaciones concedidas por los tres brazos al rey, actuando de forma independiente del monarca. La delegación era tal, que sus decisiones tenían el mismo valor que las adoptadas por las Cortes, competencia fundamental para tomar decisiones rápidas en un contexto bélico continuo.
Con todo, no se pensó en crear una institución permanente, como lo demostró el hecho de que se ordenase quemar las cuentas y escrituras una vez acabada su tarea. La configuración como institución permanente no se produjo hasta las Cortes de Monzón (1362).
Esta regulación se concretó en la designación por las Cortes de doce diputados con atribuciones ya ejecutivas en materia fiscal y unos "oyentes de cuentas" que controlaron la administración bajo la autoridad de quien se ha considerado el primer diputado eclesiástico de la Diputación de la Generalidad de Cataluña: Berenguer de Cruïlles, obispo de Gerona (1359). 
| Predecesor: Cortes de Perpiñán (1356) | Cortes Catalanas 1358 | Sucesor: Cortes de Monzón (1362) |